# Бакли, Бонни Ли
Бо́нни Ли Ба́кли (англ. Bonnie Lee Bakley; 7 июня 1956, Морристаун, Нью-Джерси, США — 4 мая 2001, Студио-Сити, Калифорния, США) — американская актриса, фотомодель и певица.

## Личная жизнь
Бонни 11 раз была замужем, родила четверых детей:
- сын Гленн Пол Гоурон и дочь Холли Ли Гоурон (род. 1981) от 2-го брака с Полом Гоуроном;
- дочь Джери Ли Льюис (28.07.93) от неизвестного мужчины;
- дочь Роуз Ленор София Блейк (02.07.00) от 11-го брака с Робертом Блейком.

## Гибель
4 мая 2001 года Бонни Ли Бакли и её супруг Роберт Блейк ужинали в итальянском ресторане. После ужина, когда супруги собирались уезжать, Блейк отлучился из машины, а Бакли осталась в ней и была убита выстрелом в голову. Блейка обвинили в убийстве супруги, но 16 марта 2005 года он официально был признан невиновным.

## Фильмография
| Год  |   | Русское название | Оригинальное название | Роль |
| ---- | - | ---------------- | --------------------- | ---- |
| 1985 | ф | Турок 182        | Turk 182              |      |
| 1987 | ф | Дни радио        | Radio Days            |      |